# Ficus rubiginosa
Ficus rubiginosa är en mullbärsväxtart som beskrevs av René Louiche Desfontaines. Ficus rubiginosa ingår i släktet fikonsläktet, och familjen mullbärsväxter. Inga underarter finns listade i Catalogue of Life.

## Bildgalleri

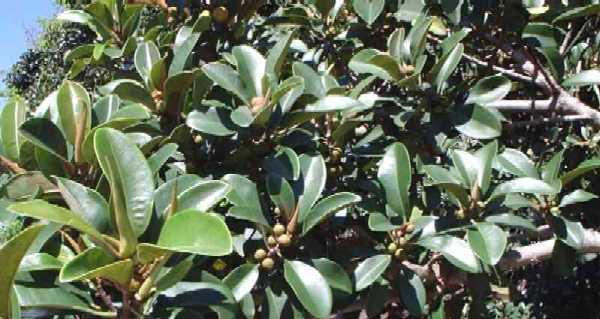
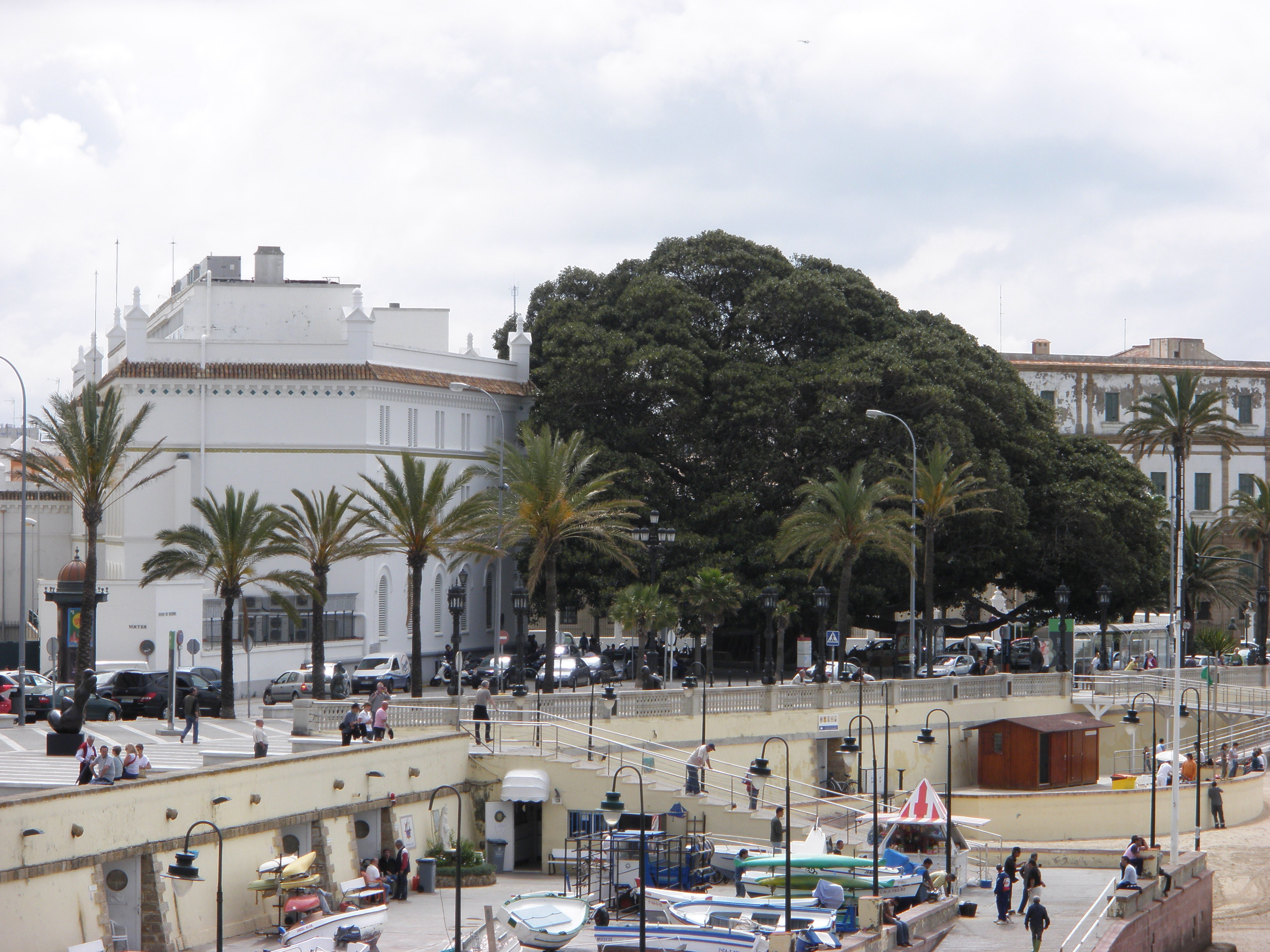
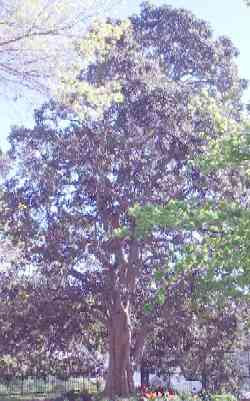
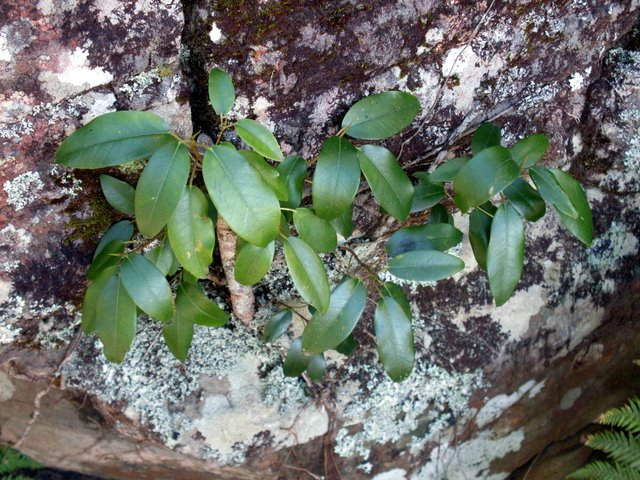